# Mircea Ier de Valachie
Pour les articles homonymes, voir Mircea.
Le voïvode Mircea cel Bătrân , soit « Mircea Ier l'Ancien », mort le 13 janvier 1418, est de 1386 à 1418 un des plus importants souverains de la Principauté de Valachie. Ce surnom lui a été donné par les chroniqueurs après sa mort pour le distinguer de son homonyme, son petit-fils Mircea II le Jeune (Mircea cel Tânăr). Les historiens roumains de la période communiste l'on aussi appelé Mircea cel Mare (« Mircea le Grand »).

## Origine
Mircea est le fils du voïvode Radu Ier et de Calinichia, de la dynastie des Basarab (de ce fait, la Valachie est appelée Bessarabie dans divers documents anciens, nom hérité ultérieurement par la région sud-est de la Moldavie). L'un des fils de Mircea l'Ancien était Vlad II le Dragon (Vlad Dracul), et ses petits-fils Mircea II le Jeune (Mircea cel Tânăr), Vlad III l'Empaleur (Vlad Țepeș), et Radu III le Beau (Radu cel Frumos), tous voïvodes, et membres de la famille des Drăculea.

## Règne
Mircea Ier succède en 1386 à son frère Dan Ier de Valachie (tué lors d'un combat contre le Tsarat de Tarnovo) car le fils unique de ce dernier Dan II était trop jeune pour monter sur le trône.
Les frontières de la Valachie ont peu évolué au cours de son histoire : la plupart du temps la frontière Nord était marquée par les Alpes de Transylvanie, la Sud par le cours du Danube à partir des Portes de Fer. C'est surtout à l'Est, aux bouches du Danube et la côte de la mer Noire que la frontière a reculé, puisque la Valachie perd au profit de l'Empire ottoman la Dobrogée et son accès à la mer au XVe siècle, puis cède les bouches du Danube à la Moldavie (région moldave alors appelée Bessarabie, et aujourd'hui Bugeac), tandis qu'au XVIe siècle la principauté perd encore trois ports danubiens d'importance : Turnu-Severin, Giurgiu et Brăila également annexés par les Ottomans.  
Mircea a régné avant ces pertes et c'est sous son règne que la principauté a atteint son extension maximale, puisqu'elle s'étendait également dans l'Est du Banat (« Banat de Severin » aussi connu comme « Ținut de Vâlcu ») et au sud de la Transylvanie (« Ținuturi » d'Amlaș et Făgăraș). Mircea renforça le pouvoir de l'État face aux boyards et organisa ses différents services en mettant en avant le développement agricole, commercial, des routes et de la flotte. Il accrut les revenus de l'État et frappa une monnaie d'argent qui eut cours non seulement à l'intérieur du pays, mais aussi dans les pays limitrophes. Il accorda aux marchands polonais et lituaniens des privilèges commerciaux et renouvela ceux que ses prédécesseurs avaient déjà accordé aux marchands saxons de Hermanstadt/Brașov. Mircea accrut aussi sa puissance militaire en recrutant et armant à tour de rôle les hommes libres, motivés pour défendre leurs terres, commerces ou villes. Il fortifia les ports du Danube et constitua la Oastea mare (« grande ost ») à partir de citadins, d'hommes libres et même de serfs fournis par la noblesse roumaine. Il apporte également son soutien à l'église orthodoxe en finançant la construction de monastères, écoles et églises.
Sa diplomatie active lui permit de maintenir l'indépendance du pays. Par l'intermédiaire de Pierre Ier Mușat (Petru Mușat), prince de Moldavie, il conclut un traité d'alliance en 1389 avec Władysław Jagiełłon, le roi de Pologne. Le traité (que des sources polonaises modernes interprètent comme une intégration au royaume de Pologne) fut renouvelé en 1404 et en 1410. Mircea l'Ancien maintient des relations étroites avec Sigismond de Luxembourg, roi de Hongrie, en raison de leur commune inquiétude face à l'expansion de l'Empire ottoman.
Ses campagnes pour défendre les populations chrétiennes au sud du Danube, attaquées, razziées et massacrées par les Ottomans, l'amènent à s'opposer directement au sultan ottoman. En 1394 Bajazet Ier traversa le Danube avec 40 000 hommes, une force impressionnante pour l'époque. Mircea, disposant d'environ 10 000 hommes soit un contre quatre, pratiqua ce que nous appelons aujourd'hui la guérilla, tactique mise au point par l'empereur byzantin Nicéphore II Phocas. Pratiquant la stratégie de la « terre brûlée », il affama l'armée adverse qu'il ne cessa d'affaiblir par un harcèlement constant, notamment nocturne. Le 10 octobre 1394, les deux armées se rencontrèrent à la bataille de Rovine, sur un terrain forestier empêchant les Ottomans de se déployer ; Mircea vainquit finalement les Turcs, et les chassa du pays. Cette fameuse bataille a été racontée de façon épique au XIXe siècle par le poète Mihai Eminescu dans sa troisième épître.
Aidé par Sigismond de Luxembourg, Mircea se débarrassa aussi de Vlad Ier l'Usurpateur, un prétendant soutenu par le sultan ottoman, qui tenta de s'emparer le trône. En 1396 Mircea participe à une coalition anti-ottomane organisée par Sigismond, repoussée à Nicopolis le 25 septembre. En 1397 et 1400, Mircea arrête deux autres expéditions ottomanes qui traversaient le Danube.
En avril 1400 Mircea Ier apporte son appui au jeune Alexandre Ier de Moldavie, le fils de Roman Ier qui était réfugié à sa cour depuis la mort de son père, pour monter sur le trône moldave.
Paradoxalement c'est l'invasion de Tamerlan en Anatolie qui sauva la Valachie du sultan Bajazet II vaincu à Ankara en 1402. Mircea en profita pour monter avec le roi de Hongrie une nouvelle campagne contre les Turcs, qui s'étaient emparés de la Dobrogée qu'il leur reprit en partie (au nord d'une ligne Silistra-Mangalia). De plus, il prit part à la lutte pour le trône du sultan en soutenant son gendre, le prétendant Moussa Tchelebi (qui parvint à s'en emparer, mais pas à s'y maintenir).

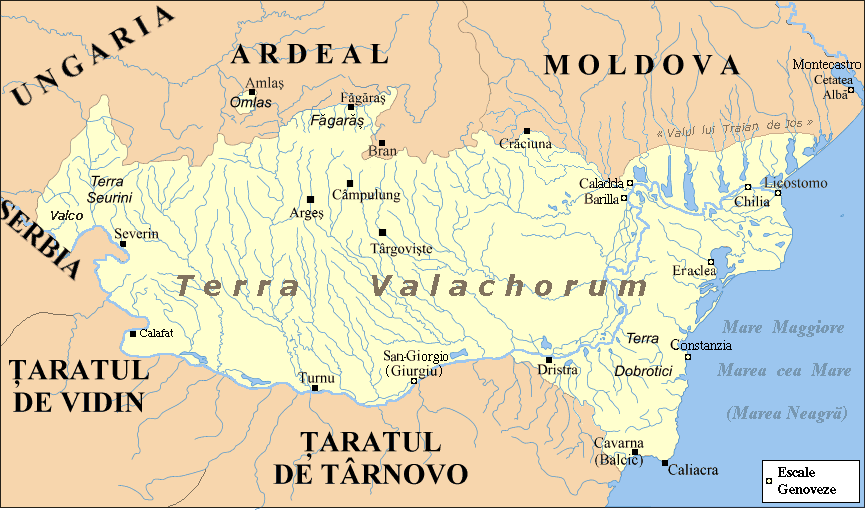
Valaquia durant le règne de Mircea cel Bătrân (1406)

Le chroniqueur allemand Leunclavius décrit alors Mircea comme « le plus brave et le plus capable des princes chrétiens ».
Outre ses succès militaires, Mircea était un amoureux des arts, et nous a laissé entre autres monuments le monastère de Cozia, construit d'après l'église de Krouchevatz en Serbie.
À la fin de son règne, Mircea signe un traité avantageux avec les Ottomans, qui reconnaissent l'indépendance de la Valachie, en échange de 3 000 pièces d'or annuelles comme tribut (somme relativement faible). Contrairement à ce que montrent par erreur beaucoup de cartes modernes, en devenant tributaire il évite à son pays de devenir une province ottomane ("Pachalik").
Mircea Ier l'Ancien meurt le 13 janvier 1418 et il est inhumé au monastère de Cozia.

## Unions et postérité
Mircea laisse une nombreuse descendance :
De son union avec une épouse au nom inconnu :
- Mihail Ier de Valachie

D'une concubine :
- Radu Praznaglava

De Mara Tomaï de Balaton originaire de Hongrie :
- Vlad Dracul

D'une autre concubine :
- Alexandru Aldea
- une fille qui épouse Moussa Tchelebi (tué le 5 juillet 1413) fils du sultan Bajazet Ier.